# Блу-Лейк (озеро, Квинсленд)
Блу-Лейк (англ. Blue Lake) — озеро в Квинсленде (Австралия). Расположено в 44 км к востоку от Брисбена на острове Норт-Страдброк. Находится 9 км к западу от города Данвич. Площадь поверхности — 0,073 км². Площадь водосборного бассейна — 2,678 км².
Озеро находится в национальном парке «Голубые озёра», созданном в 1962 году. Максимальная глубина озера — около 10 м. Реки из озера текут в болото Мейл. Сток озера составляет 17 млн литров в день. На языке аборигенов озеро носит название Карбура. Отдых на природе, открытый огонь и домашние животные в парке запрещены.